# Stierlin (Geschlecht)

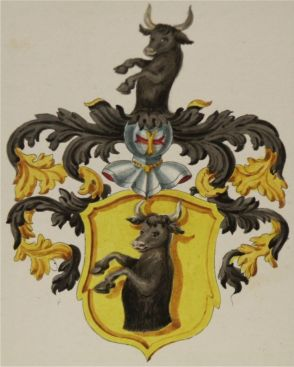
Wappen der Familie Stierlin aus Schaffhausen

Die Familie Stierlin (Stierli) ist ein Geschlecht aus der Stadt Schaffhausen. Seit dem Beginn des 14. Jahrhunderts ist in Schaffhausen der Familienname Stierlin urkundlich nachweisbar.

## Geschichte
Der Familienname Stierlin oder Stierli gehört zu den zahlreichen Familiennamen, die aus Tiernamen entstanden sind. Die Verkleinerungsform „lin“ oder „li“ weist auf Oberdeutschland als Entstehungsort des Familiennamens hin.
In Schaffhausen gehören die Stierlin wie die Oechslin zu den grössten Geschlechtern der Stadt. Bei dem Mangel an Tauf-, Ehe- und Sterberegistern bis ins 17. Jahrhundert ist es allerdings nicht möglich, viele der zahlreich vorkommenden Vertreter der Stierlin in einen bestimmten Familienzusammenhang einzureihen. Es lassen sich nach den genealogischen Registern seit dem 16. Jahrhundert ausser einer grösseren Zahl von vereinzelten Trägern des Namens nicht weniger als 10 verschiedene Stämme unterscheiden, die wahrscheinlich teilweise untereinander in verwandtschaftlichen Beziehungen standen, die aber nicht mehr festzustellen sind. Von diesen Stämmen sind heute ausgestorben:
- Stamm Hans Stierlin von ca. 1520 bis ca. 1660 mit 6 Familien in 4 Generationen
- Stamm Dominica Stierlin von ca. 1520 bis ca. 1700 mit 13 Familien in 7 Generationen
- Stamm Ulrich Stierlin von ca. 1524 bis 1794 mit 16 Familien in 7 Generationen
- Stamm Minias Stierlin von ca. 1520 bis ca. 1660 mit 3 Familien in ebenso vielen Generationen
- Stamm Hans Konrad Stierlin I von ca. 1650 bis ca. 1880 mit 15 Familien in 6 Generationen

Heute noch lebende Stämme:
- Stamm Heinrich Stierlin I von ca. 1630 an mit 50 Familien in 10 Generationen
- Stamm Heinrich Stierlin II von ca. 1660 an mit 51 Familien in 11 Generationen
- Stamm Michael Stierlin von ca. 1610 an mit 23 Familien in 11 Generationen
- Stamm Dominica Stierlin von 1520 an mit 52 Familien in 14 Generationen
- Stamm Konrad Stierlin von ca. 1520 an mit 96 Familien in 15 Generationen

### Im Mittelalter
Ein Uli Stierli wird in dem ältesten noch vorhandenen Steuerkataster von 1392, der auch einen Hans und einen Henni Ochs nennt, mit einem Vermögen von 70 Pfund Silber aufgeführt. Er war Gerber und besass ein Haus im Hampelgässli (Ampelngasse). Am 15. November 1417 verkaufte der erste Bürgermeister von Schaffhausen, Ritter Götz von Hünenberg, an Uli Stierli den Gerber und 4 andere Schaffhauser Bürger einen Acker in Gruben. In einer zweiten Urkunde vom 8. April 1426 wird „des Stierlis Lederbank in der nidern Stadt“ (Unterstadt) genannt; in einer Urkunde des Ritters Bilgeri von Heudorf und Thiengen, des bekannten Todfeindes der Stadt Schaffhausen vom 22. August 1447 wird erwähnt, dass „vor Zyten Uely Stierli der gärwer selig“ der Schwester Bilgeris Frau Elsbetha Goldastin, der Gattin des Ritters Wilhelm von Tüffen, einen Zins von seinem Haus an der „Hampelgasse“ (Ampelengasse) verkauft habe.

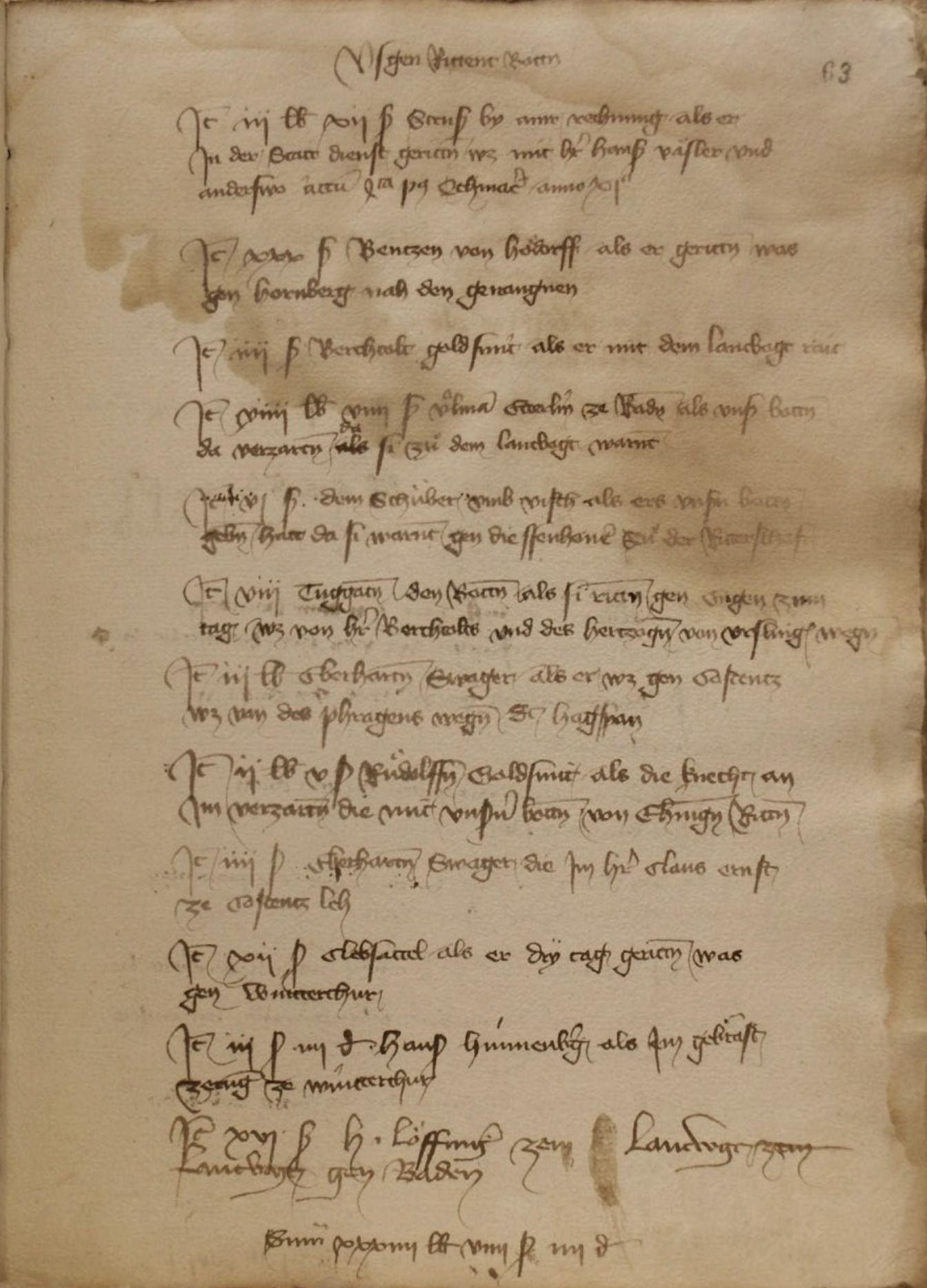
Ein Dokument von 1411, das unter anderem eine Bezahlung von einem Botengang durch einen Uolmann Stierlin zum Landvogt bezeugt

In einer Urkunde vom 5. Dezember 1433 wird ein Heinrich Stierlin genannt als Besitzer eines Hauses in der Unterstadt, eines Kohlgartens „ennet Rheins“ und eines Weingartens im Urwerf.
Am 23. März 1459 vertauscht der Alt-Bürgermeister Heinrich Barter sein Haus zum Trauben am Rindermarkt, zwischen den Häusern des Hans Stierlin, Schuhmacher und des Juden Schmol an das Haus zum Engel. Dieser Hans Stierlin muss ein wohlhabender Mann gewesen sein, da er am 14. Februar 1474 der Stadt Schaffhausen ein Darlehen von 200 fl. machte.
Am 5. September 1505 besitzt ein Konrad Stierlin einen Weingarten an der Krottenhalde (oberhalb der Landstrasse nach Herblingen ausserhalb der Sommerau).
Am 7. Mai 1522 verkaufen Hans Stierlin und seine Frau Anna ihrem Schwiegersohn Hans Rarer und „Ehewürtin“ Margaretha, ihrer Tochter ihren Weingarten, 3 Juchart Reben am Emmersberg samt ihrem „Husblunder und alles ander ihr Gutts, was sie heben, davon nurzit ussgenommen“, um 335 Gulden; dafür sollen Hans Rarer und seine Frau ihre Eltern lebenslänglich bei sich aufnehmen und unterhalten. Demnach müssen Hans Stierlin und seine Frau wohl schon betagte Leute gewesen sein und keine andern Kinder gehabt haben.
Im Jahr 1530 wurde Hans Stierlin Zunftmeister zun Schuhmachern und 1538 Obervogt zu Thayngen.
Am 27. März 1532 wird ein Stierlin mit 4 andern Bürgern beauftragt, mit beiden Bürgermeistern, Ziegler und Waldkirch, „irs Widerwillen halber zu reden“.
Diese älteren Vertreter des Geschlechts lassen sich in keinen direkten Zusammenhang mit den späteren Gliedern der Stierlin bringen; nachgewiesen ist aber, dass vom Ende des 14. Jahrhunderts an durch das ganze 15. Jahrhundert hindurch und bis zur ersten Hälfte des 16. Jahrhunderts in Schaffhausen Stierlin vorkamen, die zum Teil in angesehener Stellung waren. Von ungefähr 1520 an lässt sich nun die Genealogie der verschiedenen Stämme lückenlos verfolgen. Sie werden auch in den Zunftverzeichnissen aufgeführt; Stierlin sind als Zunftgenossen von 5 Zünften zu finden: bei den Gerbern, Schuhmachern, Schneidern, Becken und Metzgern. Manche haben auch städtische Ämter und Ehrenstellen bekleidet, einige stiegen durch die übliche Rangordnung Urteilssprecher, Ratsherr (Mitglied des Grossen Rates), Vogtrichter bis zur Würde des Zunftmeisters empor und gehörten als solche dem Kleinen Rate, der eigentlichen Regierung der Stadt Schaffhausen an.
1550 war Jakob Stierlin Ehrengesandter und Zunftmeister, 1552 Kaspar Stierlin Landvogt von Locarno; dieser kaufte 1565 von Jsak Peyer, Gerichtsschreiber einen Weingarten „uff der felss“ und den vierten Teil an dem Haus „zum hocken Huss“.

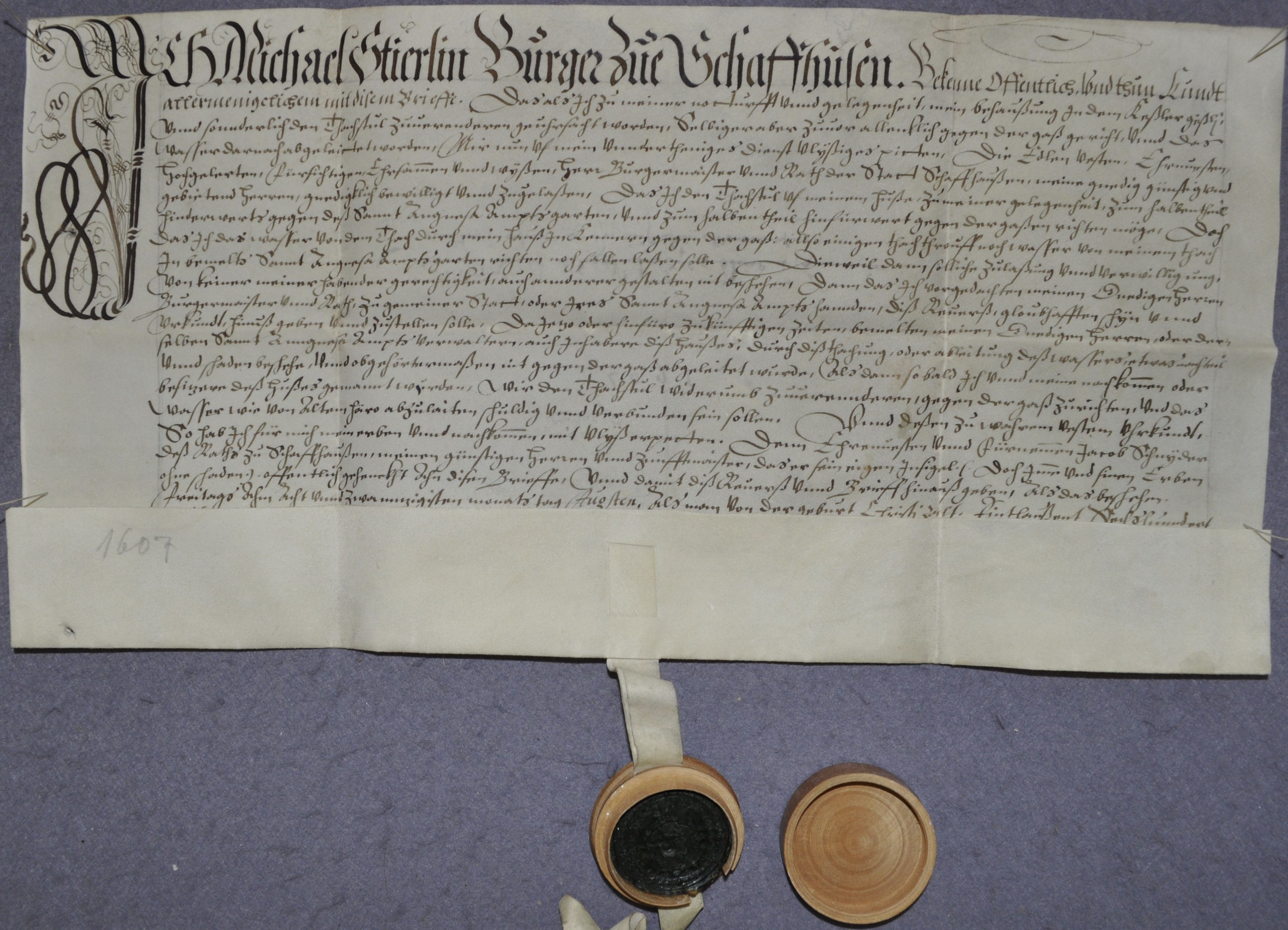
28. August 1607, Bürgermeister und Rat der Stadt Schaffhausen erlauben Michael Stierlin, wohnhaft im Kesslergässli, bei der Veränderung des Dachstuhles an seinem Hause (Anstösser: St. Agneseramts-Garten) das Regenwasser auf die Seite der Gasse leiten zu lassen.

1553 wurde Ulrich Stierlin zum Zunftmeister und 1555 zum Obervogt von Beringen erwählt; der Stammvater des Stammes Konrad Stierlin war 1554 Ehrengesandter in den ennetbirgischen Vogteien: 1629 wurde Hans Kaspar Stierlin Zunftmeister zun Schneidern und später Kaufhausobherr, 1658 Adam Stierlin Zunftmeister zun Schuhmachern, 1660 Obervogt zu Schleitheim und Beggingen, Kaufhausobherr und Ehrengesandter, 1689 Hans Martin Stierlin Zunftmeister zun Metzgern, ebenso 1722 Hans Jakob Stierlin.

### Ab dem 18. Jahrhundert
Die bemerkenswertesten Dienste leistete Johann Konrad Stierlin seiner Vaterstadt, 1784 Ober-Wachtmeister und Präsident des Kaufmännischen Direktoriums, 1791 Zunftmeister zun Metzgern, 1798 Untereinnehmer; er bewährte sich vor allem in den schwierigen und unruhigen Zeiten, die durch die Invasion der Franzosen herbeigeführt wurden. Im Jahr 1799 wurde er Mitglied der neu eingesetzten Municipalität, am 5. Mai 1800 vom helvetischen Vollziehungsausschuss zum Regierungsstatthalter ernannt. Als nach den Bestimmungen der Verfassung von Malmaison Thurgau und Schaffhausen zu einem Kanton verschmolzen werden sollten und am 1. August 1801 eine Kantonstagsatzung in Schaffhausen zusammentrat, wurde Regierungsstatthalter Stierlin zum Vorsitzenden bestimmt. Im Herbst 1802 reichte er seine Demission ein, die aber vom Vollziehungsausschuss in Bern nicht angenommen wurde. Von vielen Seiten bestürmt, im Amte zu bleiben, erklärte er sich dazu bereit, indem er dem Vollziehungsausschuss die Hoffnung aussprach, dass er nicht gezwungen werde, gegen seine redlichen, an Hilfsmitteln jeder Art erschöpften Kantonsbürger mit ungewohnter Strenge vorzugehen. Als im Jahr 1803 die Meditationsverfassung eine bessere Ordnung in die eidgenössischen Verhältnisse brachte, wurde Johann Konrad Stierlin als Regierungsstatthalter (Vizepräsident) in die vom Landammann der Schweiz, d’Affry, ernannte Vollziehungs- oder Regierungskommission für den Kanton Schaffhausen bestimmt. Noch im gleichen Jahr wurde er Bürgermeister der Stadt Schaffhausen, eine Würde, die er bis 1814 neuerdings bekleidete. Daneben war er Präsident der französischen Kirche und der Bibliothekskommission. Der hochverdiente Mann, der 1822 seine goldene Hochzeit feiern konnte, starb am 31. Januar 1826. Damals war bereits der Artilleriehauptmann Georg Michael Stierlin-Joos (1786–1856) in die Kantonalen Behörden eingetreten; von 1822 bis 1843 war er Mitglied des Kantonsrates, von 1833 bis 1842 auch Regierungsrat; während zweier Jahrzehnte diente er auch als Kirchenrat, Schulrat, Mitglied der Militärkommission und anderer Kommissionen der Öffentlichkeit. Als bedeutender Mineraliensammler initiierte er 1822 die Gründung des Naturwissenschaftl. Vereins, der späteren Naturforschenden Gesellschaft Schaffhausen. Er liess auf eigene Kosten im Kanton erfolglos nach Salz bohren. Seinen Nachkommen hinterliess er ein stattliches Vermögen von 420'000 Fr.

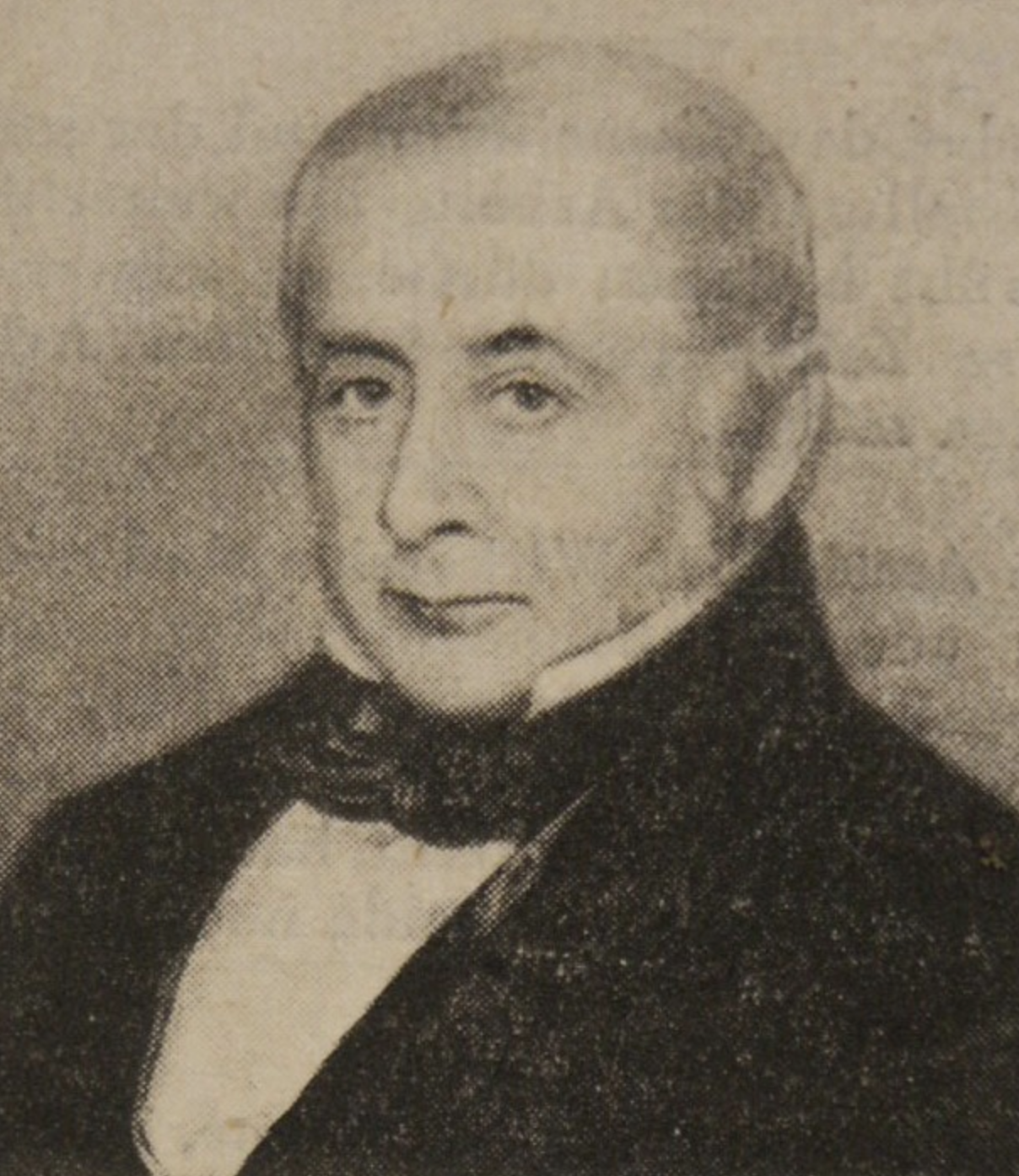
Georg Michael Stierlin (1786–1856), Sohn des Johann Konrad Stierlin

Die meisten Glieder des Geschlechts waren Handwerker verschiedener Berufe. Am zahlreichsten, mit 37 Namen, sind die Metzger vertreten; dann folgen die Gerber mit 20, die Küfer mit 17, die Bäcker mit 11, die Wirte mit 10 Vertretern etc. Von wissenschaftlichen Berufen finden wir Johann Georg Stierlin 1754 als Pfarrer in Buch, Johannes Stierlin 1776 als Helfer in Neunkirch, darauf als Vikar in Schleitheim, 1800 als Pfarrer in Buchberg und schliesslich in Neuhausen, Jsak Stierlin 1795 als Pfarrer in Hemmenthal und später in Merishausen, der dann allerdings umsattelte und ein Mühlengewerbe in Wagenhausen übernahm. Vier Stierlin widmeten sich im 19. Jahrhundert der Medizin; von denen der älteste, Wilhelm Gustav (1821–1907) als wissenschaftlicher Entomologe einen Ruf weit über die Grenzen seines Vaterlandes hinaus erlangte.

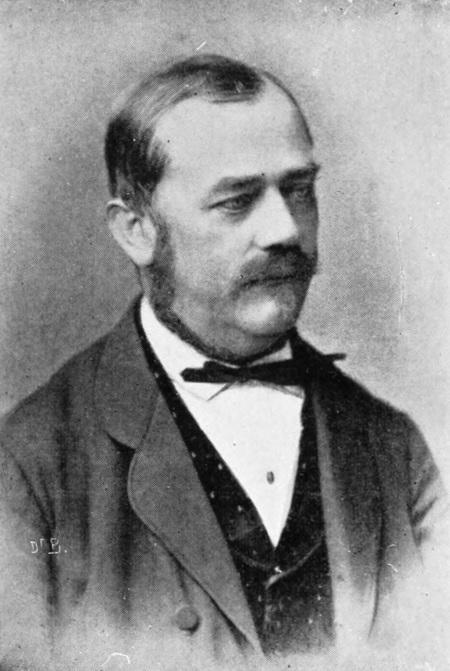
Wilhelm Gustav Stierlin (1821–1907) Dr. med., Entomologe; Mitglied der Naturforschenden Gesellschaft Schaffhausen seit 1872

Wir begegnen ferner einem Mathematiker und 3 Lehrern, unter diesen ein Lehrer des höheren Schulwesens. Im 19. Jahrhundert hatten sich mehrere Glieder des Geschlechts der Technik und Industrie zugewendet: wir finden 3 Ingenieure, 1 Architekt, 4 Fabrikanten und Fabrikdirektoren, 4 Chemiker mit dem Titel Dr. phil., 2 Techniker, 1 Bauingenieur, die sich fast alle ihren Wirkungskreis auswärts geschaffen haben. Als durch die unermüdlichen Bestrebungen Heinrich Mosers in Schaffhausen die Grundlage zur Hebung der industriellen Verhältnisse gelegt wurde, war Alt-Regierungsrat Georg Michael Stierlin einer der Ersten, die diesen neuen Ideen Verständnis entgegenbrachten; er nahm das Hauptgebäude der Watch in Pacht, um darin eine mechanische Weberei einzurichten, die nach seinem Tode von seinen Söhnen Friedrich Albert (1820–1894) und Franz Hermann (1830–1904) bis 1873 weiter betrieben wurde, bis sie die Weberei Jakobstal in Wängi übernahmen.

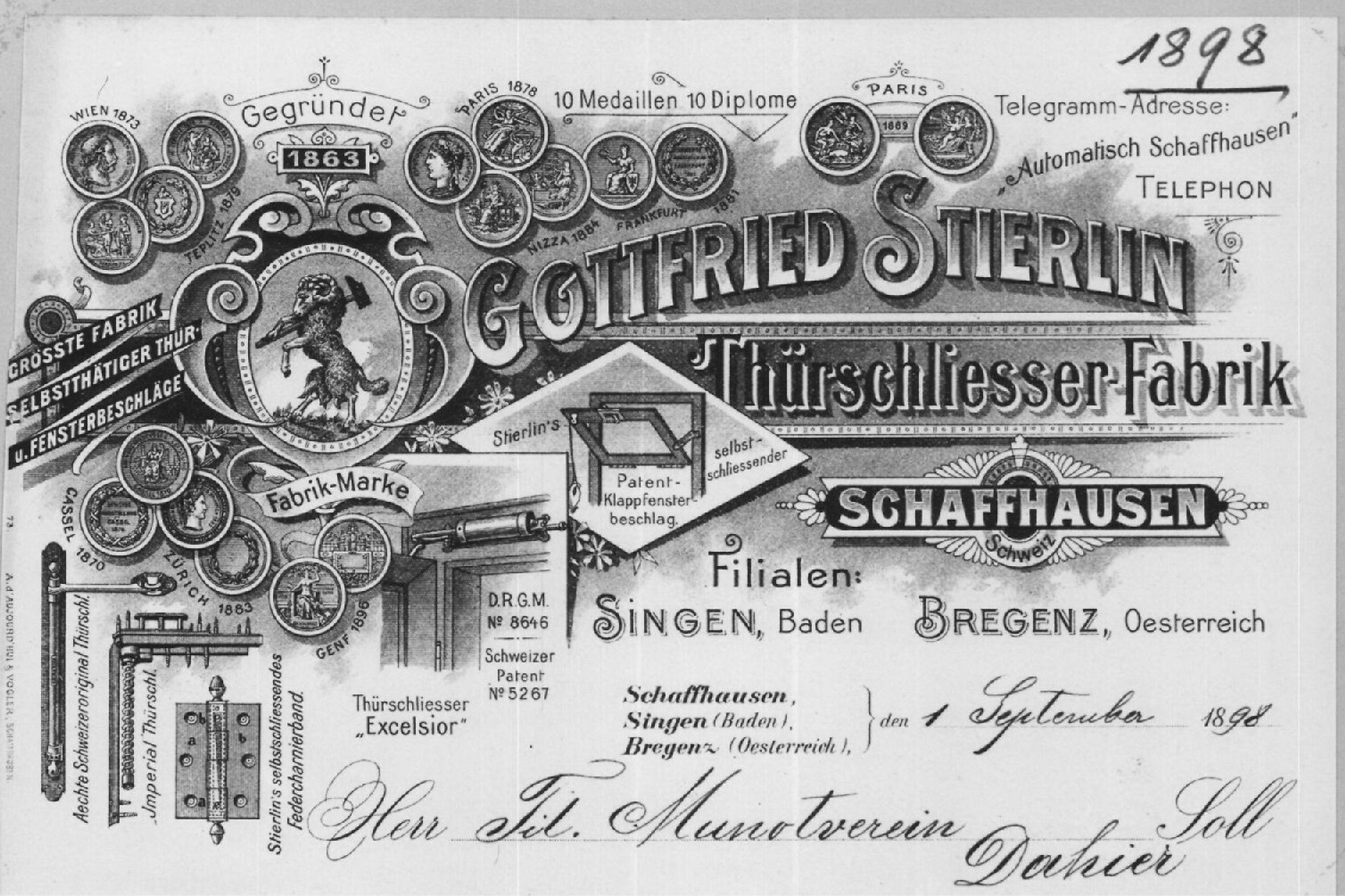
Gottfried Stierlin, Türschliesser-Fabrik Schaffhausen, Briefkopf 1898

Johann Gottfried Stierlin (1837–1902) hat sich vom einfachen Schlosser zum Leiter einer angesehenen Fabrik zur Herstellung der von ihm erfundenen Türschliesser und ähnlicher Artikel emporgeschwungen und auch eine Fabrik in Singen und Bregenz errichtet.
Am 1. Februar 1885 kaufte Ferdinand Stierlin die Eisenwarenhandlung „zur Laterne“ an der Oberstadt 9 in Schaffhausen und gründete die Eisenwarenhandlung „Ferdinand Stierlin“, die immer noch in Schaffhausen stationiert ist, jedoch 2017 in Ferroflex umbenannt wurde.
Zu den Ingenieuren zählte Hans Stierlin (1916–1998). Hans wurde 1916 in Zürich geboren, erlangte in Basel die Matura und studierte an der ETH Zürich Maschinenbau. Nach seinem Studium arbeitete er als Forschungsingenieur bei den Escher Wyss Maschinenfabriken, gründete aber bereits 1944 seine eigene Firma, die SIBIR-Kühlapparate GmbH in Schlieren. Stierlin entwickelte auf Grundlage der Absorptionstechnik den umweltfreundlichen und lautlosen Volkskühlschrank SIBIR, der während drei Jahrzehnten den Schweizer Markt dominierte und erfolgreich ins Ausland exportiert sowie in Lizenz in diversen Ländern hergestellt wurde. 1988 gründete Stierlin nochmals eine Firma, die DAWP-Creatherm AG, die in der Forschung und Entwicklung von Wärmepumpen tätig war und die Technik der Diffusionsabsorption nun nicht zum Kühlen, sondern zur Produktion von Wärme verwendete.

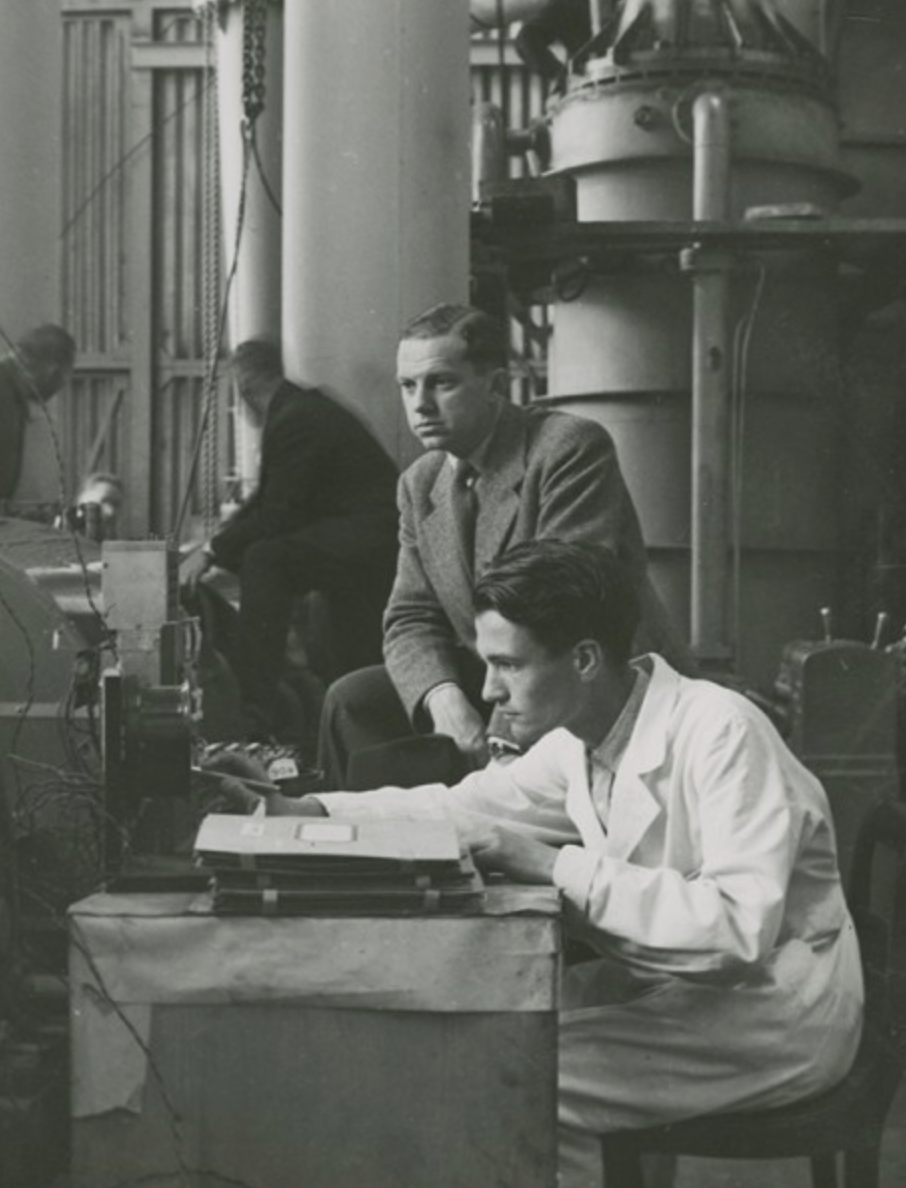
Hans Stierlin (im weissen Kittel), ca. 1940–1943

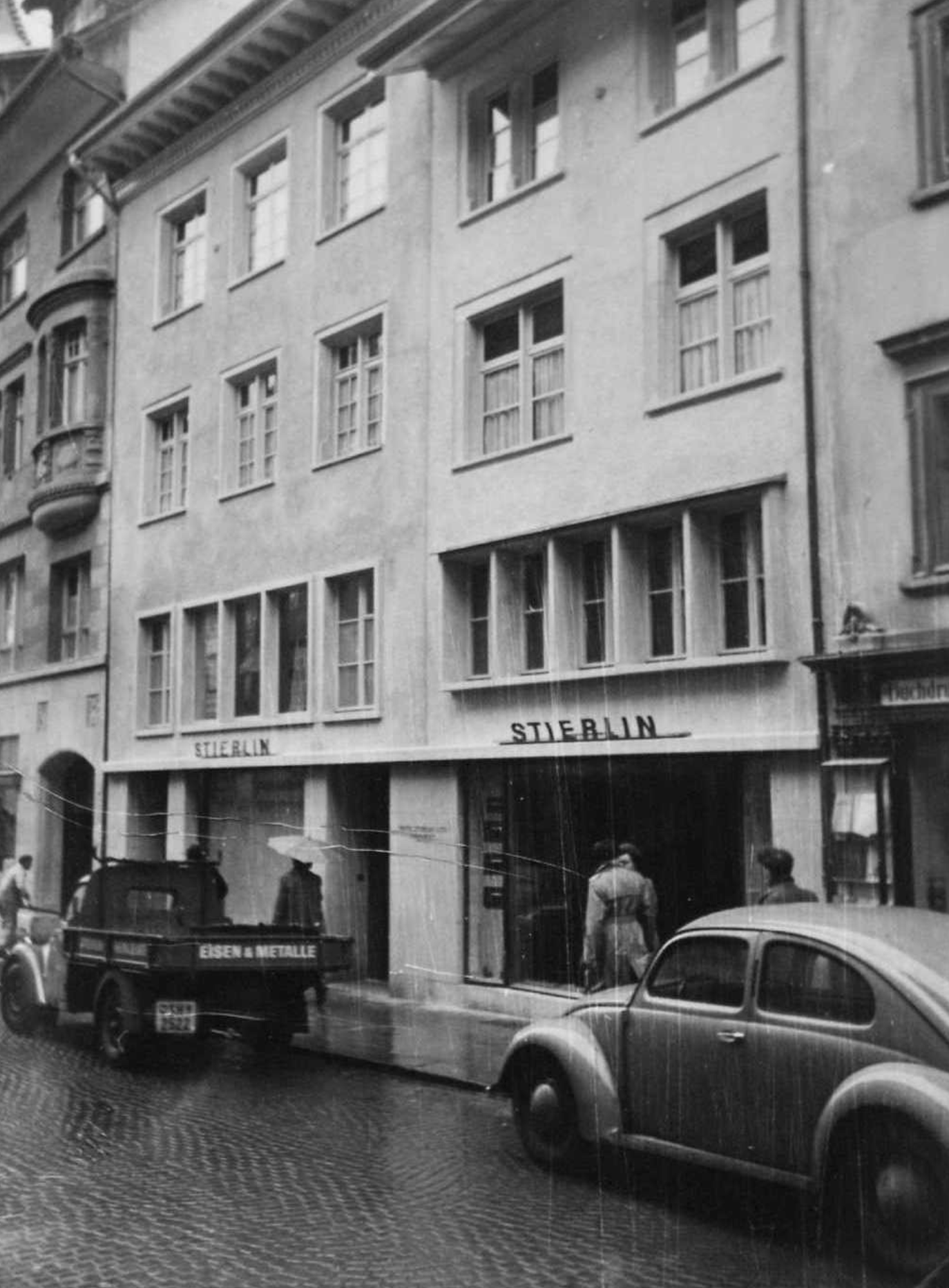
Haus "zur Laterne" (links) mit der 1920 dazu erworbenen Liegenschaft "zur Palme", Schaffhausen

In den genealogischen Registern werden auch vielfach die Häuser der Stadt angegeben, in denen die Stierlin wohnten und die sich auch grösstenteils in ihrem Besitz befanden: ein Haus beim Herrengärtlein, am Salzhaus, die Königskrone in der Repfergasse, ein Haus in der Kesslergasse, der Affenwagen am Rindermarkt, ein Haus am Obertor, in den Fischerhäusern, im Goldschmiedgässchen, in der Hintergasse, der Einhorn am Obermarkt, der rote Esel, ein Haus im Sporengässchen, am Gerberbach, zum Reichsadler (Gasthaus zum Adler), zum Grünen Kranz, zum Posthorn, zum Schiff (Gasthaus), zum weissen Bären, später zum oberen hinteren Gloggen im Ackergässchen, an der Ampelengasse, zum Rosenkranz, zum weissen Stern auf dem Platz, zum weissen Wind, zum gelben Widder, zum Bach, zum Weggen, im Mühlental, zum Lorbeer, zum Muskelbaum, zum Derrer, zum Buchsbaum, zum Löwen (mit Wirtschaft), zum Rosenblatt im Fischergässchen, zur Laterne, im Laufergässchen, zur alten lateinischen Schule, zum Rheinbad, zum Amthaus, zum kleinen Weinkrug, zur kleinen Burg, bei der Gerberstube, zum Ochsen, zum Kometstern, zum oberen Höflein, zur Treu und zum Pommeranzenbäumlein.

## Wappen
Wappen der Stierlin sind verschiedene bekannt. Ein Hans Stierlin, Ratsmitglied, der dem Gerberberuf seiner Vorfahren treu geblieben war, wählte als sogenanntes redendes Wappenbild in seinem an einer Urkunde von 1538 hängenden Siegel den aus dem Schildrand hereinwachsenden Oberleib eines Stiers, der mit seinen Klauen ein Schabmesser hält. Der ebenfalls oben erwähnte Caspar Stierlin verwendete 1558 in seinem Siegel nur den Kopf eines Ochsen, der mit seinen Hörnern ein freischwebendes Kreuz umschliesst. Caspar Stierlin, Zunftmeister der Schneider (1586–1661) ist auf der Wappentafel des „Fürüberzugs“ von 1663 verewigt mit einem gespaltenen Schild, der im rechten gelben Feld wieder den oberen Teil eines Stiers, aber ohne Zugabe, zeigt, während das andere Feld mit Hermelinfell überzogen ist und damit auf seinen Beruf als Kürschner hinweist.
Zum Familienwappen geworden ist, wahrscheinlich schon im 17. Jahrhundert, der schwarze aufrechte Oberkörper eines Stiers mit erhobenen Beinen im goldenen Feld, welcher Schildinhalt auch die Helmzier bildet. Entsprechend diesen Tinkturen sind Schwarz und Gold die Familienfarben der Stierlin.

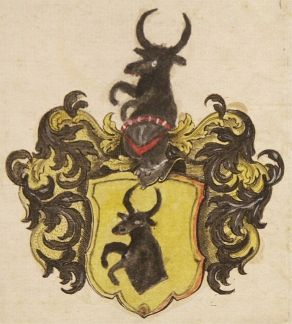
Das Wappen der Familie Stierlin ist ein schwarzer Stier auf goldenem Schild

Stierlin ist der Familienname folgender Personen:
- Ambros Stierlin (1767–1806), Schweizer Benediktinermönch, Stiftskapellmeister und Komponist
- Eduard Stierlin (1878–1919), Schweizer Mediziner (Chirurg, Radiologe)
- Gustav Stierlin (Wilhelm Gustav Stierlin; 1821–1907), Schweizer Mediziner und Entomologe
- Hans Stierlin (1916–1998), Schweizer Ingenieur und Unternehmer
- Helm Stierlin (1926–2021), deutscher Psychiater und Psychoanalytiker
- Hermann Stierlin (1859–1941), Schweizer Architekt und Gesellschafter der Firma H. Stierlin
- Henri Stierlin (1928–2022), Schweizer Kunst- und Architekturhistoriker
- Kuno Stierlin (1886–1967), deutscher Musikdirektor, Komponist und Pianist
- Richard Henry Stierlin genannt Harry (1923–2003), Schweizer Kaufmann und Bankdirektor
- Niclas Stierlin (* 2000), deutscher Fußballspieler
- Rudolf Emanuel Stierlin (1779–1866), Pfarrer am Berner Münster, Dekan und Historiker
- Ulrich Stierlin (1931–1994), deutscher Experimentalphysiker, Direktor am MPI für Physik in München